# Mackinaw City
Mackinaw City è un comune degli Stati Uniti d'America, situato nello Stato del Michigan, diviso tra la contea di Emmet e la contea di Cheboygan.